# The Man from U.N.C.L.E. (film)
The Man from U.N.C.L.E. är en amerikansk actionkomedifilm från 2015 i regi av Guy Ritchie, baserad på TV-serien Mannen från UNCLE, som ursprungligen sändes i USA 1964–1968.

## Medverkande (urval)
| Henry Cavill      | – Napoleon Solo           |
| Armie Hammer      | – Ilya Kuryakin           |
| Alicia Vikander   | – Gabriella "Gaby" Teller |
| Elizabeth Debicki | – Victoria Vinciguerra    |
| Jared Harris      | – Saunders                |
| Hugh Grant        | – Alexander Waverly       |
| Luca Calvani      | – Alexander Vinciguerra   |
| Sylvester Groth   | – Uncle Rudi              |
| David Menkin      | – Jones                   |
| Simona Caparrini  | – Contessa                |
| Misha Kuznetsov   | – Oleg                    |
| Christian Berkel  | – Udo Teller              |